# Marcel Dupré
Marcel Dupré (født 3. maj 1886, død 30. maj 1971) var en fransk komponist, organist og pianist.
Dupré foretog flere turnéer, hvor han over ti aftener spillede samtlige J.S. Bachs orgelværker udenad.
Hans egne orgelværker viser en suveræn beherskelse af alle klassiske former. Stilen er storslået, symfonisk og lejlighedsvis ekstravagant og skeler ikke meget til liturgisk tradition og funktion. Han er formentlig 1900-tallets mest indflydelsesrige orgellærer.

## Udvalgte værker
- Symfoni i G-mol (1927) - for orgel og orkester
- "Symfonisk passion" (1924) - for orgel og klaver
- Orgelkoncert (1934) - for orgel og orkester
- "Orientalsk" (1916) - for orkester